# レンジャー作戦

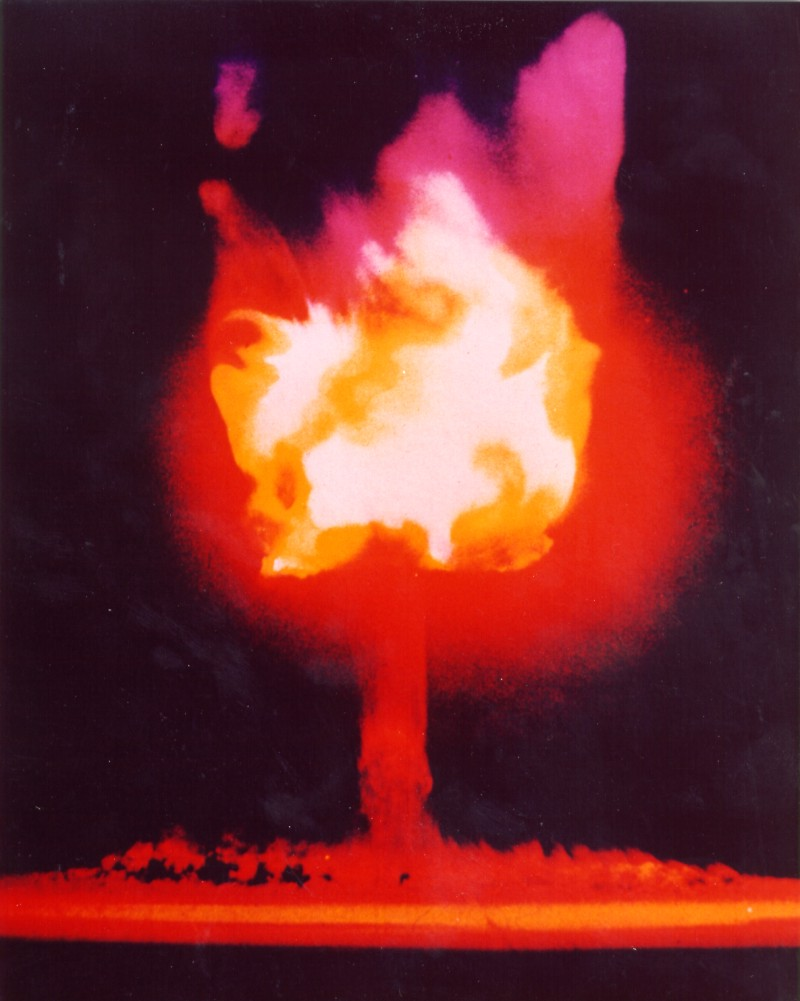
レンジャー作戦フォックス核実験

レンジャー作戦はアメリカ合衆国が行った第4次の核実験シリーズである。本実験は、ネバダ核実験場で初めての核実験シリーズとして1951年に実施された。全ての実験はB-50爆撃機から投下される形で空中で行われた。
本作戦の主な目的は、貴重な核物質の使用量を削減した"第2世代"の核兵器を実用化することにあった。なお本作戦は、”ファウスト作戦”の下に立案されたものである。
本作戦はサンドストーン作戦に続くものであり、本作戦の後にはグリーンハウス作戦が実施されている。
| 実験名               | 実施日（GMT）       | 実施場所       | 核出力      | 備考                     |
| -------------------- | ------------------- | -------------- | ----------- | ------------------------ |
| エーブル（Able）     | 1951年1月27日 13:45 | ネバダ核実験場 | 0.5キロトン | 臨界量の検証を行った実験 |
| ベーカー1（Baker-1） | 1951年1月28日 13:52 | ネバダ核実験場 | 8キロトン   |                          |
| イージー（Easy）     | 1951年2月1日 13:47  | ネバダ核実験場 | 1キロトン   |                          |
| ベーカー2（Baker-2） | 1951年2月2日 13:49  | ネバダ核実験場 | 8キロトン   |                          |
| フォックス（Fox）    | 1951年2月6日 13:47  | ネバダ核実験場 | 22キロトン  |                          |